# تريفور مور
تريفور مور (بالإنجليزية: Trevor Moore)‏ (و. 1980 – م) هو ممثل، وكاتب سيناريو، ومخرج سينمائي، وممثل تلفزيوني، من الولايات المتحدة الأمريكية، ولد في شارلوتسفيل، فيرجينيا.

## وصلات خارجية
- تريفور مور على موقع IMDb (الإنجليزية)
- تريفور مور على موقع ألو سيني (الفرنسية)
- تريفور مور على موقع ميوزك برينز (الإنجليزية)
- تريفور مور على موقع أول موفي (الإنجليزية)
- تريفور مور على موقع قاعدة بيانات الأفلام السويدية (السويدية)
- تريفور مور على موقع ديسكوغز (الإنجليزية)
- تريفور مور على موقع قاعدة بيانات الفيلم (الإنجليزية)
- تريفور مور على موقع كينوبويسك (الروسية)